# 3e cérémonie des Visual Effects Society Awards
La 3e cérémonie des Visual Effects Society Awards (VES Awards), organisée par la Visual Effects Society, a eu lieu le 16 février 2005 et a récompensé les meilleurs effets visuels de l'année 2004.

## Palmarès

### Meilleure performance d'acteur ou d’actrice dans un film à effets spéciaux
- Alfred Molina pour le rôle du Docteur Octopus dans Spider-Man 2
  - Jude Law pour le rôle de Joseph "Joe" « Capitaine Sky » Sullivan dans Capitaine Sky et le Monde de demain (Sky Captain and the World of Tomorrow)
  - Leonardo DiCaprio pour le rôle de Howard Hughes dans Aviator (The Aviator)

### Meilleurs effets visuels dans un film en prise de vues réelles
- Spider-Man 2 – John Dykstra, Lydia Bottegoni, Anthony LaMolinara et Scott Stokdyk

### Meilleurs effets visuels secondaire dans un film
- Aviator (The Aviator) – Robert Legato, Ron Ames, Matthew Gratzner et Peter G. Travers
  - Eternal Sunshine of the Spotless Mind – Louis Morin et Mark Dornfeld
  - Troie (Troy) – Nick Davis, Chas Jarrett, Jon Thum et Gary Brozenich

### Meilleur effet visuel unique de l'année
- Le Jour d'après (The Day After Tomorrow) – séquence du raz de marée –  Karen E. Goulekas, Mike Chambers, Christopher Horvath et Matthew E. Butler
  - Aviator (The Aviator) – séquence sur Les anges de l'Enfer – Robert Legato, Ron Ames, David Seager et Peter G. Travers
  - Harry Potter et le prisonnier d'Azkaban (Harry Potter and the Prisoner of Azkaban) – séquence des Détraqueurs dans le train – Bill George, David Andrews, Sandra Scott et Dorne Huebler
  - Spider-Man 2 – séquence de la tour de l'horloge – John Dykstra, Lydia Bottegoni, Dan Abrams et John Monos

### Meilleur personnage animé dans un film en prise de vues réelles
- Hippogriffe dans Harry Potter et le prisonnier d'Azkaban (Harry Potter and the Prisoner of Azkaban) – Mike Eames, David Lomax, Felix Balbas, Pablo Grillo
  - Sammael dans Hellboy – Dovi Anderson, Todd Labonte, Sven Jensen et Paul G. Thuriot
  - Prunille Baudelaire dans Les Désastreuses Aventures des orphelins (A Series of Unfortunate Events) – Sam Breach, Indira Guerrieri, Martin Murphy et Rick O'Connor

### Meilleur personnage animé dans un film d'animation
- Robert Parr / M. Indestructible dans Les Indestructibles (The Incredibles) – Craig T. Nelson, Bill Wise, Bill Sheffler et Bolhem Bouchiba
  - Steamer dans Le Pôle express (The Polar Express) – Michael Jeter, David Schaub, Renato Dos Anjos et Roger Vizard
  - Angie dans Gang de requins (Shark Tale) – Renée Zellweger et Ken Duncan
  - Le Chat Potté dans Shrek 2 – Antonio Banderas et Raman Hui

### Meilleur environnement fictif dans un film en prises de vues réelles
- Spider-man 2 – "rue de NYC la nuit" – Dan Abrams, David Emery, Andrew Nawrot et John Hart
  - Bridget Jones : L'Âge de raison (Bridget Jones: The Edge of Reason) – Alex Hope, Jody Johnson et Pieter Warmington
  - I, Robot – R. A. Haupt, Mark Tait Lewis, Nick McKenzie et Geoff Tobin
  - Le Fantôme de l'Opéra (The Phantom of the Opera) – le coup d'ouverture – Claas Henke, Laurent Ben-Mimoun et Anupam Das

### Meilleure modèle et maquette dans un film
- Aviator (The Aviator) – séquence du crash du XF11 – Matthew Gratzner, Scott Schneider, Adam Gelbart et Leigh-Alexandra Jacob
  - Harry Potter et le prisonnier d'Azkaban (Harry Potter and the Prisoner of Azkaban) – José Granell et Nigel Stone
  - Benjamin Gates et le Trésor des Templiers (National Treasure) – séquence de la salle du trésor – Matthew Gratzner, Forest P. Fischer, Scott Beverly et Leigh-Alexandra Jacob

### Meilleur compositing dans un film
- Spider-man 2 – séquence du train – Colin Drobnis, Greg Derochie, Blaine Kennison et Kenny Lam
  - Harry Potter et le prisonnier d'Azkaban (Harry Potter and the Prisoner of Azkaban) – séquence de l'attaque des détraqueurs d'Azkaban – Dorne Huebler, Jay Cooper, Patrick Brennan et Anthony Shafer
  - Le Fantôme de l'Opéra (The Phantom of the Opera) – le coup d'ouverture – Claas Henke, Laurent Ben-Mimoun et Anupam Das

### Meilleurs effets visuels dans un film axé sur les effets
- Aviator (The Aviator) – Robert Spurlock, Richard Stutsman, Matthew Gratzner et R. Bruce Steinheimer
- Harry Potter et le prisonnier d'Azkaban (Harry Potter and the Prisoner of Azkaban) – Roger Guyett, Tim Burke, Theresa Corrao et Emma Norton
  - Le Jour d'après (The Day After Tomorrow) – Karen E. Goulekas, Mike Chambers, Greg Strause et Remo Balcells
  - Spider-Man 2 – John Frazier, Jim Schwalm, James Nagle et David Amborn

### Meilleurs effets visuels dans une série TV
- Star Trek : Enterprise pour l'épisode "Résistance : 2e partie"
  - Stargate Atlantis pour le double épisode "Une nouvelle ère"
  - Stargate SG-1 pour le double épisode "La cité perdue"

### Meilleurs effets visuels dans un programme TV
- Lost pour la partie 2 de l'épisode pilote
  - Clubhouse pour l'épisode "Spectator Interference"
  - Spartacus

### Meilleurs effets visuels dans une mini-série, un téléfilm ou un épisode spécial
- Virtual History: The Secret Plot to Kill Hitler – Jim Radford, Tom Beckwith Phillips, Simon Thomas et Loraine Cooper
  - Dragons : et s'ils avaient existé... (Dragons' World: A Fantasy Made Real / The Last Dragon) – Sirio Quintavalle, Joanna Nodwell, Alec Knox et Neil Glasbey
  - La Prophétie du sorcier (Legend of Earthsea / Earthsea) – Peter V. Ware, Eric Grenaudier, Jared Jones et Earl Paraszczynec

### Meilleurs effets visuels dans une publicité
- Citroën pour "Alive with Technology"
  - British Telecom pour "Network"
  - Johnnie Walker pour "Tree"

### Meilleurs effets visuels dans un clip
- Britney Spears pour le clip Toxic
  - Duran Duran pour le clip What Happens Tomorrow !
  - Never pour le clip The Dream

### Meilleur personnage animé dans un programme TV live
- Kingdom Hospital pour le personnage d'Antubis
  - BattleStar Galactica pour le personnage de Cyclone

### Meilleure environnement fictif dans un programme TV live
- Spartacus
  - Smallville
  - Star Trek : Enterprise

### Meilleur compositing dans une publicité, un clip ou un programme TV
- Voyage autour du soleil
  - Les Aventures de Flynn Carson : Le Mystère de la lance sacrée
  - Smallville

### Meilleurs visuels dans un jeu vidéo
- Half-life 2
  - 007 : Quitte ou double
  - Le Seigneur des anneaux : La Bataille pour la Terre du Milieu
  - Le Seigneur des anneaux : Le Tiers-Âge

## Spécials

### Lifetime Achievement Award
- Robert Zemeckis

### Georges Melies Awards
- Robert Abel

### Board of Directors Award
- Don Shay